# Buchliebling
Der Buchliebling war ein von 2006 bis 2014 jährlich vom Bundesministerium für Bildung, Wissenschaft und Kultur, dem Fachverband Buch- und Medienwirtschaft in der WKO und Confetti TiVi  (bis 2008) verliehener österreichischer Literaturpreis. Der Preis wurde jeweils am Welttag des Buches, dem 23. April, in zahlreichen Kategorien (siehe unten) verliehen. Es handelte sich um einen Publikumspreis: Alle Buchhandlungen Österreichs waren eingeladen, Stimmkarten aufzulegen, auch zahlreiche Schulen in ganz Österreich waren zur Teilnahme eingeladen.
Im Jahre 2010 wurde der Wahlmodus geändert: Die Buchhändler nominierten ihre zehn Kandidaten pro Kategorie. Für die österreichweit am häufigsten genannten zehn Titel je Kategorie konnten die Leser je eine Stimme pro Kategorie abgeben. Zusätzlich zu den Nominierungslisten gab es eine freie Kategorie „Joker“, die in die bereiche Jugend und Erwachsene geteilt wurde.

## Die prämierten Werke

### 2006
- Krimis und Thriller

1. Dan Brown: Sakrileg
2. Dan Brown: Illuminati
3. Donna Leon: Verschwiegene Kanäle

- Literatur, Romane, Belletristik

1. Eva Menasse: Vienna
2. Arno Geiger: Es geht uns gut
3. Paulo Coelho: Der Zahir

- Geschenkbuch, Kunst- und Bildbände

1. Manfred Deix: Der dicke Deix
2. Leo Mazakarini: Die Wiener Staatsoper
3. Yann Arthus-Bertrand: Die Erde von oben – Tag für Tag

- Wissen, Lexika und Nachschlagewerke

1. Guinness World Records 2006
2. Der große Brockhaus in einem Band
3. Bastian Sick: Der Dativ ist dem Genitiv sein Tod

- Geschichte, Politik, Wirtschaft

1. Friedrich Orter: Verrückte Welt
2. Antonia Rados: Gucci gegen Allah
3. Thomas Seifert, Klaus Werner-Lobo: Schwarzbuch Öl

- Biografien

1. Waris Dirie, Cathleen Miller: Wüstenblume
2. Corinne Hofmann: Die weiße Massai
3. Brigitte Hamann: Kronprinz Rudolf

- Speis und Trank

1. Alexandra Gürtler, Christoph Wagner: Das neue Sacher Kochbuch
2. Toni Mörwald, Christoph Wagner: Die süße Küche
3. Jamie Oliver: Essen ist fertig!

- Gesundheit, Wellness und Sport

1. Dietrich Grönemeyer: Der kleine Medicus
2. Hademar Bankhofer: Das große Buch vom gesunden Leben
3. Margot und Michael Schmitz: Seelenfraß

- Reiseliteratur

1. Baedeker Allianz Reiseführer: Venedig
2. Allan Tillier: Paris
3. Martin Pristl: Gebrauchsanweisung für Griechenland

- Hörbuch

1. Donna Leon: Mein Venedig
2. Dan Brown: Illuminati
3. Michael Köhlmeier erzählt Sagen aus Österreich

- Bilderbuch

1. Klaus Baumgart: Lauras Weihnachtsstern
2. Annette Langen, Constanza Droop: Felix bei den Kindern dieser Welt
3. Sam McBratney: Weißt du eigentlich, wie lieb ich dich hab?

- Kinderbuch 6–8 Jahre

1. Thomas Brezina: Forscher-Express: Tolle Experimente
2. Christine Nöstlinger: Quatschgeschichten vom Franz
3. Tatjana Weiler, Klaus Trifich: Die Hexe Knistergrün und ihre Waldabenteuer

- Kinderbuch 8–10 Jahre

1. Felix Mitterer: Superhenne Hanna
2. Thomas Brezina: Knickerbocker-Bande, Band 36: Im Wald der Werwölfe
3. Joachim Masannek, Jan Birck: Die Wilden Fußballkerle, Band 6: Raban, der Held

- Kinderbuch 10–12 Jahre

1. Joanne K. Rowling: Harry Potter und der Halbblutprinz
2. Cornelia Funke: Tintenherz
3. Jonathan Stroud: Bartimäus: Das Amulett von Samarkand

- Jugendbuch 12–14 Jahre

1. Margaret Peterson Haddix: Schattenkinder
2. Nina Engels: Gilmore Girls, Band 9: Er liebt mich, er liebt mich nicht
3. Christiane F.: Wir Kinder vom Bahnhof Zoo

- Science Fiction, Fantasy

1. C. S. Lewis: Der König von Narnia
2. Christopher Paolini: Eragon: Das Vermächtnis der Drachenreiter
3. J. R. R. Tolkien: Der Herr der Ringe

- Hörbuch

1. Joanne K. Rowling: Harry Potter und der Gefangene von Askaban
2. Antoine de Saint-Exupéry: Der kleine Prinz
3. Cornelia Funke: Herr der Diebe

- Wissen und Lernhilfen

1. Jakob Ebner u. a.: österreichisches Wörterbuch
2. Marcus Junkelmann: Was ist was, Band 82: Gladiatoren
3. Der Jugend Brockhaus in einem Band

- Schulbuch Volksschule

1. Edith Brunner u. a.: Zahlenreise
2. Siegfried Buck u. a.: Funkelsteine
3. Josef Freund, Franz Jarolim: Deutsch

- Schulbuch HS/AHS

1. The New You & Me
2. Wolfgang Pramper: Lesestunde
3. Lorenz Maierhofer, Walter Kern: Sing & Swing

- Autor des Jahres

1. Thomas Brezina
2. Joanne K. Rowling
3. Dan Brown

- Verlag des Jahres

1. Ravensburger Buchverlag
2. Verlagsgruppe Lübbe
3. Tessloff Verlag

- Buchhandlung des Jahres

1. Buchhandlung Moser der Morawa Buch- und Mediengruppe in 8010 Graz
2. Buchhandlung Tyrolia in 6020 Innsbruck
3. Buchhandlung Leykam in 8330 Feldbach

- Kinder-Lieblings-Buchhandlung

1. Gabi’s Büchernest in 2483 Ebreichsdorf
2. Buchhandlung Spazierer in 3943 Schrems
3. Buchhandlung Tyrolia in 6130 Schwaz

- Lieblings-Buchhändler

1. Tobias Spazierer, Buchhandlung Spazierer in 3943 Schrems
2. Nicole Thalhammer, Buchhandlung Javorsky in 4810 Gmunden
3. Stephan Lauf, Buchhandlung Lauf in 5280 Braunau

### 2007
- Krimis und Thriller

1. Patrick Süskind: Das Parfum
2. John Katzenbach: Die Anstalt
3. Jilliane Hoffman: Cupido

- Literatur, Romane, Belletristik

1. Daniel Glattauer: Gut gegen Nordwind
2. Wolf Haas: Das Wetter vor 15 Jahren
3. Carlos Ruiz Zafón: Der Schatten des Windes

- Wissen, Kunst, Kultur

1. Markus Hengstschläger: Die Macht der Gene
2. James F. Luhr: Die Erde
3. Thomas Schäfer-Elmayer: Früh übt sich … und es ist nie zu spät

- Geschichte, Politik, Wirtschaft

1. Thomas Müller: Gierige Bestie
2. Paul Lendvai: Der Ungarnaufstand 1956
3. Ronald Barazon: Kampf dem Kapitalismus

- Biografien

1. Heinz Fischer: Überzeugungen. Eine politische Biografie
2. Senta Berger: Ich habe ja gewusst, dass ich fliegen kann
3. Georg Markus: Die Hörbigers

Sabine Kuegler: Dschungelkind
Anne Frank: Anne Frank Tagebuch
- Speis und Trank

1. neunerHAUS: Süße Haubenküche zum Beisl-Preis
2. Toni Mörwald, Christoph Wagner: Die schnelle Küche
3. Jamie Oliver: Genial italienisch

- Gesundheit, Wellness und Sport

1. Günther Schatzdorfer, Erwin Steinhauer: Einfach. Gut.
2. Hape Kerkeling: Ich bin dann mal weg
3. Werner Tiki Küstenmacher, Lothar J. Seiwert: Simplify your life

- Hörbuch

1. Klaus Maria Brandauer: Brandauer liest Mozart
2. Cornelia Funke: Die wilden Hühner. Original-Hörspiel zum Film
3. Leonie Swann: Glennkill

Henning Mankell: Mittsommermord
- Bilderbuch

1. Klaus Baumgart: Lauras Stern und die Traummonster
2. Timna Brauer, Birgit Antoni: Der kleine Mozart
3. Thomas Brezina, Gottfried Kumpf: Der Schnüffelnasenbär sucht den Mach-Mir-Mut-Stein

- Kinderbuch –10 Jahre

1. Thomas Brezina: Knickerbocker-Bande Band 51: Der Schatz der letzten Drachen
2. Joachim Masannek: Die Wilden Fußballkerle Band 13: Rocce der Zauberer
3. Kirsten Boie: Der kleine Ritter Trenk

- Kinderbuch 10–12 Jahre

1. Martin Selle: CodeName SAM Band 9: Tödliche Geheimnisse / Geheimbuch für …
2. Uwe Timm: Rennschwein Rudi Rüssel
3. Cornelia Funke: Tintenblut

- Jugendbuch 12–14 Jahre

1. Christopher Paolini: Eragon Band 3: Der Auftrag des Ältesten
2. Thomas Brezina: Katie Cat
3. Heike und Wolfgang Hohlbein: Genesis Band 3: Diamant

- Wissen und Lernhilfen

1. Guinness World Records 2007
2. Karin Ammerer: Die Männer aus dem Moor
3. Die Enzyklopädie der Tiere

- Schulbuch Volksschule

1. Siegfried Buck u. a.: Funkelsteine
2. Josef Freund, Franz Jarolim: Deutsch 2
3. Edith Brunner u. a.: Zahlenreise

- Schulbuch HS/AHS

1. Wolfgang Pramper u. a.: Deutschstunde
2. The new YOU & ME
3. J. Burgstaller, P. Schullerer: Biologie und Umweltkunde

- Autor des Jahres

1. Thomas Brezina
2. Wolf Haas
3. Christopher Paolini

- Verlag des Jahres

1. Ravensburger Buchverlag
2. Veritas Verlag
3. Ecowin Verlag

- Buchhandlung des Jahres

1. Thalia.at Landstraße in Linz
2. Morawa Wollzeile in Wien
3. Moser in Graz

- Kinder-Lieblings-Buchhandlung

1. Buchhandlung Spazierer in Schrems
2. Buchhandlung Ellmauer in Mittersill
3. Bücher Stierle in Salzburg

- Lieblings-Buchhändler

1. Ingeborg Mlekusch – Morawa Landhausbuchhandlung in Klagenfurt
2. Mag. Roland Daxl – Thalia.at in Linz (Landstraße)
3. Reinhard Pachernigg – Leykam in Liezen

### 2008
- Krimis und Thriller

1. Simon Beckett: Kalte Asche
2. Ken Follett: Eisfieber
3. Eva Rossmann: Millionenkochen

- Literatur, Romane, Belletristik

1. Michael Köhlmeier: Abendland
2. Daniel Kehlmann: Die Vermessung der Welt
3. Thomas Glavinic: Das bin doch ich

- Wissen, Kunst, Kultur

1. Helmut A. Gansterer: Darf man per E-Mail kondolieren?
2. Christoph Schönborn, Barbara Stöckl: Wer braucht Gott?
3. Roland Girtler: Streifzüge

- Geschichte, Politik, Wirtschaft

1. Paul Lendvai: Mein Österreich
2. Christine Bauer-Jelinek: Die geheimen Spielregeln der Macht
3. Roberto Saviano: Gomorrah

- Biografien

1. Konstantin Wecker: Die Kunst des Scheiterns
2. Alfons Haider: Geliebt. Verteufelt
3. Eric Clapton: Mein Leben

- Speis und Trank

1. Sarah Wiener: Das große Sarah Wiener Kochbuch
2. Ingrid Pernkopf und Christoph Wagner: Die oberösterreichische Küche
3. Ewald Plachutta: Kochschule

- Gesundheit, Wellness und Sport

1. Sasha Walleczek: Die Walleczek-Methode
2. Wolfgang Böck, Günter Schatzdorfer: Besser. Einfach
3. Rhonda Byrne: The Secret – Das Geheimnis

- Hörbuch

1. Ben Becker: Die Bibel
2. Arno Geiger: Anna nicht vergessen
3. Cornelia Funke: Tintentod

- Bilderbuch

1. Axel Scheffler: Das Grüffelokind
2. Felix Mitterer: Superküken Hanna
3. Klaus Baumgart: Lauras Stern – Traumhafte Gutenacht-Geschichten

- Kinderbuch

1. Joanne K. Rowling: Harry Potter und die Heiligtümer des Todes
2. Cornelia Funke: Tintentod
3. Martin Selle: Codename SAM, Band 8: Der Fluch der Geister-Piraten

- Jugendbuch

1. Gudrun Pausewang: Die Wolke
2. Sabine Dillner: Die Piratin
3. Thomas Brezina: Pia Princess

- Wissen und Lernhilfen

1. Lucy und Stephen Hawking: Der geheime Schlüssel zum Universum
2. Guinness World Records 2008
3. Otto Back u. a.: Österreichisches Wörterbuch. Schulausgabe

- Schulbuch Volksschule

1. Aichberger, Brunner u. a.: Zahlenreise 1 (Veritas)
2. Siegfried Buck u. a.: Funkelsteine (E. Dorner)
3. Gerlinde Fürnstahl: Mia und Mo (E. Dorner)

- Schulbuch HS/AHS

1. Wolfgang Pramper u. a.: Deutschstunde (Veritas)
2. The new YOU & ME (Langenscheidt)
3. A. Wald, A. Scheucher, J. Scheipl: Zeitbilder 2 (öbv)

- Buchmensch des Jahres

Erich Schleyer
- Autor des Jahres

1. Joanne K. Rowling
2. Thomas Brezina
3. Helmut A. Gansterer

- Verlag des Jahres

1. Ecowin Verlag
2. Ravensburger Buchverlag
3. Carlsen

- Buchhandlung des Jahres

1. Morawa Wollzeile, Wien
2. Buchhandlung Spazierer, Schrems
3. Thalia, 1060 Wien

- Lieblings-Buchhändler

1. Bernhard Spießberger – Thalia, 1060 Wien
2. Eveline Herda – Herda, Enns
3. Reinhold Rollinger – Leykam, Bruck/Mur

### 2009
- Krimis und Thriller

1. Eva Rossmann Russen kommen
2. Sebastian Fitzek: Das Kind
3. Thomas Raab: Der Metzger muss nachsehen

- Literatur, Romane, Belletristik

1. Ken Follett: Die Tore der Welt
2. Daniel Glattauer: Gut gegen Nordwind
3. Charlotte Roche: Feuchtgebiete

- Wissen, Kunst, Kultur

1. Andreas Salcher Der talentierte Schüler und seine Feinde
2. Helmut A. Gansterer: Der neue Mann von Welt
3. Markus Hengstschläger: Endlich unendlich

- Wirtschaft und Politik

1. Friedrich Orter: Himmelfahrten, Höllentrips.
2. Cornelia Vospernik: China live
3. Hans Weiss: Korrupte Medizin

- Biografien

1. Otto Schenk: Darum das ganze Theater
2. André Heller: Wie ich lernte, bei mir selbst Kind zu sein.
3. Felix Gottwald: Ein Tag in meinem Leben

- Kochbuch

1. Sasha Walleczek: Die Walleczek Methode – Das Kochbuch
2. E. & M. Plachutta: Meine Wiener Küche
3. Andreas Wojta, Alexander Fankhauser: Kochen mit Andi und Alex

- Gesundheit und Freizeit

1. Sasha Walleczek: Die Walleczek-Methode
2. Gerti Senger: Die Beziehungsmaschine
3. Bernhard Moestl: Shaolin

- Hörbuch

1. Daniel Glattauer: Gut gegen Nordwind
2. Marko Simsa: Joseph Haydn für Kinder
3. Heimito von Doderer: Die Strudlhofstiege

- Kinderbuch

1. Ludger Jochmann alias „Knister“ an, Hexe Lilli und das Buch des Drachen
2. Jeff Kinney: Gregs Tagebuch – von Idioten umzingelt
3. Felix Mitterer: Superhenne Hanna

- Jugendbuch

1. Evelyne M. Grimpe  Reise nach Guatemala
2. Stephenie Meyer: Biss zum Morgengrauen
3. Otfried Preußler: Krabat

- Kinder und Jugend Sachbuch

1. Thomas Brezina Forscherexpress. Die besten Experimente
2. Guinness Buch der Rekorde 2009
3. Bertheslmann: Kinderlexikon

- Schulbuch

1. Veritas: Deutschstunde

- Buchmensch des Jahres

Claudia Schmied
- Autor des Jahres

1. Andreas Salcher
2. Daniel Glattauer
3. Sasha Walleczek

- Verlag des Jahres

1. Ecowin Verlag

- Buchhandlung des Jahres

1. Johannes Heyn, Klagenfurt

- Lieblings-Buchhändler

1. Martina Gotthard – Leykam Citypark, Graz.

- Lifetime-Award

1. Ernst Hinterberger

### 2010
- Kategorie Kinderbuch – Bilder- und Erstlesebuch

1. Klaus Baumgart, Til Schweiger: Keinohrhasen und Zweiohrküken

- Kategorie: Kinderbuch – ab 7 Jahren

1. Thilo: Wickie und die starken Männer

- Kategorie: Jugendbuch – ab 12 Jahren

1. Jay Asher: Tote Mädchen lügen nicht

- Kategorie: Kinder- und Jugend-Sachbuch

1. Guinness World Records 2010

- Kategorie: Biografien

1. Horst Bork: Falco: Die Wahrheit

- Kategorie: Romane, Krimis & Thriller

1. Michael Niavarani: Vater Morgana

- Kategorie: Hörbuch

1. Eckart von Hirschhausen: Glück kommt selten allein …

- Kategorie: Kochbuch

1. Jamie Oliver: Jamies Amerika

- Kategorie: Wirtschaft, Politik, Geschichte

1. Hans Bürger, Kurt W. Rothschild: Wie Wirtschaft die Welt bewegt

- Kategorie: Wissen, Kunst, Kultur

1. Rudolf Taschner: Rechnen mit Gott und der Welt

- Kategorie: Gesundheit, Wellness, Esoterik

1. Martin Weber: Der Mensch im Gleichgewicht

- Kategorie: Schulbuch

1. Wolfgang Pramper: Deutschstunde

- Kategorie: Buchliebling-Joker (Erwachsene)

1. Helmut A. Gansterer: Darf man als Nackerta ins Hawelka?

- Kategorie: Buchliebling-Joker (Kinder-/Jugendbuch)

1. Stephenie Meyer: Bis(s) zum Morgengrauen

### 2011
- Kategorie Kinderbuch – Bilder- und Erstlesebuch

1. Ulrike Motschiunig, Nina Dulleck: Glück gesucht

- Kategorie: Kinderbuch – ab 7 Jahren

1. Jeff Kinney: Gregs Tagebuch 4. Ich war’s nicht!

- Kategorie: Jugendbuch – ab 12 Jahren

1. Stephenie Meyer: Biss zum letzten Sonnenstrahl

- Kategorie: Kinder- und Jugend-Sachbuch

1. Guinness World Records 2011

- Kategorie: Biografien

1. Natascha Kampusch: 3096 Tage

- Kategorie: Romane

1. David Safier: Plötzlich Shakespeare

- Kategorie Krimis & Thriller

1. Thomas Raab: Der Metzger holt den Teufel

- Kategorie: Hörbuch

1. Michael Mittermeier: Achtung Baby!

- Kategorie: Kochbuch

1. Jamie Oliver: Jamies 30-Minuten-Menüs

- Kategorie: Wirtschaft, Politik, Geschichte

1. Helmut A. Gansterer: Endlich alle Erfolgsgeheimnisse

- Kategorie: Wissen, Kunst, Kultur

1. Werner Gruber, Heinz Oberhummer, Martin Puntigam: Wer nichts weiß, muss alles glauben

- Kategorie: Gesundheit, Wellness, Esoterik

1. Sabine Bösel, Roland Bösel: Leih mir dein Ohr und ich schenk dir mein Herz

- Kategorie: Schulbuch

1. More! Helbling Languages[1]

### 2012
- Kategorie Belletristik: Michael Niavarani für Der frühe Wurm hat einen Vogel
- Kategorie Sachbuch: Markus Hengstschläger für Die Durchschnittsfalle
- Kategorie Kinderbuch: Jeff Kinney für Gregs Tagebuch 6 – Keine Panik!
- Kategorie Jugendbuch & Kinder- und Jugendsachbuch: Guinness World Records 2012
- Kategorie Schulbuch: Deutschstunde neu
- Buchmensch des Jahres: Rotraut Schöberl
- Lifetime Award: Susanne Scholl[2]

### 2013
- Kategorie Belletristik: E. L. James für Shades of Grey – Geheimes Verlangen
- Kategorie Sachbuch: Guinness World Records 2013
- Kategorie Kinderbuch: Jeff Kinney für Gregs Tagebuch 7 – Dumm gelaufen!
- Kategorie Jugendbuch: Suzanne Collins für Die Tribute von Panem – Tödliche Spiele
- Kategorie Schulbuch: Schulbuchreihe More!
- Buchmensch des Jahres: Thomas Brezina
- Lifetime Award: Barbara Coudenhove-Kalergi[3]

### 2014
- Kategorie Kinder- & Jugendbuch: Jeff Kinney für Gregs Tagebuch 8. Echt übel!
- Kategorie Österreichisches Sachbuch: Patricia Staniek für Profiling. Ein Blick genügt und ich weiß, wer du bist
- Kategorie Krimi: Claudia Rossbacher für Steirerkreuz. Ein Alpenkrimi
- Kategorie Belletristik: Niki Glattauer für Mitteilungheft: Leider hat Lukas...
- Kategorie Hörbuch: Folke Tegetthoff für Was ich alles kann. Eine musikalische Märchenreise um die ganze Welt
- Kategorie Kochbuch: Richard Rauch für Einfach gut kochen
- Kategorie Gesundheit, Wellness, Sport: Kurt Langbein für Weissbuch Heilung. Wenn die moderne Medizin nichts mehr tun kann
- Kategorie Reise & Lifestyle: Wolfgang Salomon für Venedig abseits der Pfade. Eine etwas andere Reise durch die Lagunenstadt
- Kategorie Wirtschaft: Andreas Salcher für Erkenne dich selbst und erschrick nicht
- Der Lifetime-Award: Otto Schenk
- AutorIn des Jahres: Vea Kaiser[4]